# Pipics Zoltán
Pipics Zoltán (Budapest, 1900. november 26. – Budapest, 1975. december 13.) magyar könyvtáros, művészettörténész.

## Életpályája
A Pázmány Péter Tudományegyetem 1925-ben művészettörténetből doktorrá avatta. 1925–1948 között a Képzőművészeti Társulat titkára, majd főtitkára volt. 1940–1944 között a Sajtókamara tagja volt. 1953–1962 között az Országos Széchényi Könyvtár főkönyvtárosa volt.
XIX–XX. századi művészettel foglalkozott.
Temetése a Rákoskeresztúri temetőben történt.

## Művei
- Tárlatvezető. A művészet zsebkönyve (Budapest, 1940)
- Száz magyar festő (Budapest, 1943)
- Így nézd a szépet (Budapest, 1943–1944)
- A könyvtáros gyakorlati szótára (Budapest, 1963, több kiadásban)
  - A könyvtáros hatnyelvű szótára: angol, francia, német, spanyol, orosz, magyar – a magyar kiegészítés szerzője (Budapest, 1972)